# Boomerang (1947)
Boomerang! é um filme de drama estadunidense de 1947 dirigido por Elia Kazan para a Twentieth Century Fox Film.Corp. O roteiro de Richard Murphy é baseado num artigo de Fulton Oursler (creditado como "Anthony Abbot") em Reader's Digest e foi filmado em Stamford (Connecticut) pois o diretor não teve permissão de trabalhar em Bridgeport (Connecticut), local da ocorrência real. A narração em estilo semidocumental foi feita por Reed Hadley. O filme foi exibido no Festival de Cannes de 1947.

## Elenco
- Dana Andrews...Promotor público Henry L. Harvey (nome usado no lugar de Homer Cummings)[1])
- Jane Wyatt...Madge Harvey
- Lee J. Cobb...Chefe de Polícia Harold F. (Robbie) Robinson
- Cara Williams...Irene Nelson (garçonete do Coney Island Cafe)
- Arthur Kennedy...John Waldron (acusado de ser o assassino)
- Sam Levene...Dave Woods (repórter, 'Morning Record')
- Taylor Holmes...T.M. Wade (editor do 'Morning Record')
- Robert Keith...Mac McCreery
- Ed Begley...Paul Harris
- Karl Malden...tenente-detetive White
- William Challee...Stone, assistente de Harvey
- Lewis Leverett...Whitney, assistente de Harvey
- Arthur Miller...suspeito da polícia (não creditado)

## Sinopse
Um sacerdote é morto à noite numa rua de Bridgeport, Connecticut. A polícia, liderada pelo Chefe Robinson, não consegue identificar imediatamente o assassino. Os políticos da oposição acusam a polícia de incompetente e atacam o prefeito que passa a temer perder as próximas eleições. Até que um suspeito, o ex-militar desempregado John Waldron, que deixara a cidade no dia do crime, é preso em Ohio portando uma arma calibre 32, do mesmo tipo usado pelo assassino. As testemunhas o reconhecem como o autor do crime e a balística confirma que a bala retirada do crânio do padre saíra da arma de Waldron. O processo chega ao promotor público Harvey que acha ter em mãos um "caso perfeito" depois de ler a confissão para a polícia assinada por Waldron. Mas, ao rever as provas da acusação, Harvey passa a ter dúvidas sobre a culpa do acusado e diz isso no tribunal, para fúria da população, da policia e dos políticos que governam a cidade.[carece de fontes?]

## Contexto

### Fatos reais
A história do filme baseia-se num caso de assassinato em Bridgeport, Connecticut, ocorrido em 1924. Quando caminhava próximo do Lyric Theatre no centro da cidade, o Reverendo Hubert Dahme ("Padre George Lambert" no filme) recebeu um tiro fulminante no ouvido esquerdo, disparado por um revólver à queima-roupa. A ambulância foi chamada após dez minutos. Duas horas depois, o padre foi declarado morto no Hospital St. Vincent em Bridgeport. Um desempregado ex-soldado, Harold Israel, foi indiciado pelo assassinato quando uma arma calibre 32 foi encontrada com ele e que a polícia acreditava ser a utilizada para o crime. O procurador do Condado de Fairfield (Connecticut), Homer Cummings, conduziu as investigações e inocentou Israel da acusação. Conforme informado na narração final, Cummings (chamado de "Henry Harvey" no filme) mais tarde se tornou Procurador Geral dos Estados Unidos, nomeado por Franklin D. Roosevelt. O nome de Morning Record foi usado no filme no lugar de Bridgeport Post (agora Connecticut Post).

### Locações
A quase totalidade do filme foi realizada em Stamford, Connecticut, exceto a cena do tribunal, filmada em  White Plains (Nova Iorque).
Locações em Stamford:
- South End de Stamford, particularmente a Capela de São Lucas.
- Antiga Prefeitura, particularmente os escritórios e a escadaria do Departamento de Polícia até a sala do tribunal.
- A casa The Altschul na estrada Den Road em Stamford (para um encontro dos líderes civis).
- Para a cena do assassinato do pastor, é usada a frente e o lado do Cinema Plaza (no local atual há uma rodovia que leva ao Shopping Stamford Town Center).
- Os antigos escritórios do jornal "Advocate" de Stamford, na rua Atlantic. Alguns membros do antigo staff editorial aparecem na cena sobre a notícia da prisão do suspeito do assassinato do padre.

O filme foi lançado no Cinema Palace em Stamford, em 5 de março de 1947, com Kazan e Andrews presentes na audiência. (Kazan mais tarde filmaria Gentleman's Agreement que tomou lugar em Darien (Connecticut), adjacente a Stamford, e também incluiu a atriz Jane Wyatt).

## Recepção

### Crítica
Quando do lançamento, o crítico Bosley Crowther escreveu (em tradução livre):"...estilo de apresentação resulta num drama de rara clareza e força "
A Revista Variety deu ao filme uma nota positiva com o texto: "Boomerang! é um emocionante melodrama da vida real, contado como semidocumentário. Com as locações em Stamford, Connecticut, é adicionado realismo. Baseado num caso não resolvido em Bridgeport, Connecticut, a trama é suportada por um forte elenco...Todos os atores principais recebem selo de autenticidade. Os diálogos e situações tem a técnica factual. Lee J. Cobb mostra força como um chefe dos detetives, acossado pela imprensa e políticos zangados enquanto tenta cuidar de seus deveres. Arthur Kennedy está grande como o suspeito da lei"

### Premiação
Venceu
- National Board of Review: Prêmio NBR, Melhor diretor, Elia Kazan; 1947.
- New York Film Critics Circle Awards: Prêmio NYFCC Melhor diretor, Elia Kazan; 1947.[carece de fontes?]

Indicações
- Academy Awards: Óscar, melhor roteiro, Richard Murphy; 1947.[carece de fontes?]

## Adaptações
Boomerang foi dramatizado como um exemplar de meia-hora em 10 de novembro de 1947 do programa de rádio  The Screen Guild Theater com Dana Andrews e Jane Wyatt, em 14 de janeiro de 1949 no programa Ford Theatre com Dana Andrews e Hollywood Sound Stage com Tyrone Power e Jane Wyatt em 28 de fevereiro de 1952.